# Carl Abraham Axell
Carl Abraham Axell, född 21 mars 1811 i Bjälbo socken, död 5 mars 1874 i Stockholm, var en svensk bruksägare, grosshandlare och skeppsredare. Han var far till Severin Axell.
Axell tog examen vid Uppsala universitet år 1830. Han ägde Torpshammars bruk under 1845 och 1852 blev han godsägare och skeppsredare i Sundsvall. Axell blev ordförande i Norrlands hypoteksförening och var dansk vice konsul fram till 1869. Han satt i Sundsvalls stadsfullmäktige 1863–1868.
Axell var riddare av Vasaorden.
Axell gifte sig 1842 med Carolina Forssell (1821–1896) och de fick fem barn tillsammans.